# Dark Passion Play
Dark Passion Play je šesti studijski album finske simfonične metal skupine Nightwish, izdan 26. septembra 2007.

## Seznam pesmi
1. "The Poet and the Pendulum" - 13:53
2. "Bye Bye Beautiful" - 4:15
3. "Amaranth" - 3:51
4. "Cadence of Her Last Breath" - 4:15
5. "Master Passion Greed" - 5:58
6. "Eva" - 4:26
7. "Sahara" - 5:46
8. "Whoever Brings the Night" - 4:16
9. "For the Heart I Once Had" - 3:56
10. "The Islander" - 5:06
11. "Last of the Wilds" - 5:41
12. "7 Days to the Wolves" - 7:03
13. "Meadows of Heaven" - 7:10